# Andrew L. Harris
Andrew Lintner Harris (også kendt som The Farmer-Statesman) (17. november 1835 – 13. september 1915) var en af heltene i slaget ved Gettysburg og den sidste borgerkrigs general som gjorde tjeneste som guvernør i USA, idet han blev det 43. guvernør i Ohio.

## Biografi
Harris blev født i Milford, Ohio, og fik sin uddannelse på lokale skoler. Efter at have taget eksamen fra Miami University i 1860 lod Harris sig indrullere som menig i den amerikanske hær, og steg hurtigt i graderne til oberst for 75. Ohio regiment, og kom i kamp i mange af Army of the Potomacs slag. Ved Gettysburg den 1. juli 1863, anførte han sine mænd ved en vellykket tilbagetrækning gennem de stærkt omkæmpede gader til Cemetery Hill, hvor de befæstede den nordøstlige skråning. Han overtog kommandoen over brigaden og spillede en nøglerolle i at forsinke gentagne angreb den følgende dag fra Harry T. Hays' berømte "Louisiana Tigers", og bidrog dermed til at sikre den vigtige bakke for George G. Meade. Harris fortsatte med at føre tropper krigen igennem, selv om han led et forsmædeligt nederlag i august 1864 under slaget om Gainesville i Florida.
Som advokat begyndte Harris at praktisere i 1865 og sad derefter i senatet i Ohio fra 1866-1870, hvorefter han var skifteretsdommer i Preble County fra 1875-1882. Harris var viceguvernør i Ohio tre gange. Han blev valgt i 1892 og 1894 under William McKinley og igen i 1906. Han var en tidlig afholdsaktivist og republikansk politiker. Han var guvernør i 1906-1909. Han blev genopstillet i 1909, men tabte snævert til Warren G. Harding. Mens han var guvernør underskrev han lovgivning, som forbød virksomheder at donere penge til politik. Harris sad også i U.S. Industrial Commission on Trusts under President McKinley.

## Minder
Hovedvej 127 mellem Hamilton og Eaton fik navnet Gov. Andrew L. Harris Bicentennial Roadway. Ved byen Milfords 200 års dag i 2005, blev Gov. Andrew L. Harris Bicentennial Roadway indviet af guvernørens slægtning, James Brodbelt Harris, præsident for familiegenforeningsforeningen, hvis familie stadig ejer en Ohio Century Farm i byen. Den 16. februar 2006 stillede James Brodbelt Harris op som republikansk kandidat i Ohios 18. kongreskreds. Se: – Harris For Ohio Arkiveret 17. juli 2011 hos  Wayback Machine